# Allegiant Stadium
El Allegiant Stadium es un recinto deportivo ubicado en la ciudad de Paradise, Nevada, Estados Unidos. Alberga los partidos que disputan como locales los Las Vegas Raiders de la National Football League (NFL) y los UNLV Rebels de la National Collegiate Athletic Association (NCAA). Fue inaugurado a finales de julio de 2020 y tiene una capacidad para 65.000 espectadores.

## Historia
La construcción del estadio fue aprobada por el Senado y la Asamblea de Nevada en octubre de 2016. La financiación del proyecto, cuyo costo estimado fue de unos 1,800 millones de dólares, salió tanto de fondos públicos como privados. El 27 de marzo de 2017 los propietarios de los equipos de la NFL aprobaron el traslado de los Raiders a Las Vegas.
La colocación de la primera piedra del estadio tuvo lugar el 13 de noviembre de 2017 en una ceremonia a la que asistieron Mark Davis (propietario de los Raiders), Roger Goodell (comisionado de la NFL), Brian Sandoval (Gobernador de Nevada) y Carolyn Goodman (alcaldesa de Las Vegas). El acto también sirvió de homenaje a las víctimas del tiroteo producido en la ciudad mes y medio antes.
El 5 de agosto de 2019 los Raiders anunciaron un acuerdo con Allegiant Air por el que la aerolínea de bajo costo daría nombre al estadio.
La inauguración del estadio estaba prevista para el 22 de agosto de 2020 con un concierto del cantante de country Garth Brooks. Sin embargo, debido a la pandemia de COVID-19 la actuación fue pospuesta a febrero de 2021. Del mismo modo, los Las Vegas Raiders iban a debutar en su nueva casa el 27 de agosto de 2020 en un partido de pretemporada ante los Arizona Cardinals, pero el encuentro fue cancelado.
El Allegiant Stadium fue declarado oficialmente abierto por el Condado de Clark el 31 de julio de 2020 y los Raiders estrenaron el recinto el 21 de septiembre en un Monday Night Football contra los New Orleans Saints. Alvin Kamara fue el autor del primer touchdown en el nuevo estadio. El 5 de junio de 2021 WWE lo anunció como sede del evento SummerSlam 2021.
El 1 de agosto de 2021 albergó la final de la Copa de Oro de la Concacaf 2021, con victoria de Estados Unidos por 1-0 ante México. Dos años más tarde, el 18 de junio de 2023, fue sede de la final de la Liga de Naciones de la Concacaf con victoria de Estados Unidos ante Canadá por 2-0.

## Torneos albergados

### Super Bowls
| Fecha                 | Super Bowl | Equipo             | Puntos | Equipo              | Puntos | Asistencia |
| --------------------- | ---------- | ------------------ | ------ | ------------------- | ------ | ---------- |
| 11 de febrero de 2024 | LVIII      | Kansas City Chiefs | 25     | San Francisco 49ers | 22     | 61 629     |

### Copa de Oro de la Concacaf 2021
| Fecha               | Fase  | Equipo         |                           | Resultado |                   | Equipo | Asistencia |
| ------------------- | ----- | -------------- | ------------------------- | --------- | ----------------- | ------ | ---------- |
| 1 de agosto de 2021 | Final | Estados Unidos | Bandera de Estados Unidos | 1:0       | Bandera de México | México | 61 114     |

### Copa América 2024
| Fecha               | Fase                     | Equipo   |                     | Resultado      |                    | Equipo  | Asistencia |
| ------------------- | ------------------------ | -------- | ------------------- | -------------- | ------------------ | ------- | ---------- |
| 26 de junio de 2024 | Fase de grupos - Grupo B | Ecuador  | Bandera de Ecuador  | 3:1            | Bandera de Jamaica | Jamaica | 24 074     |
| 28 de junio de 2024 | Fase de grupos - Grupo D | Paraguay | Bandera de Paraguay | 1:4            | Bandera de Brasil  | Brasil  | 46 939     |
| 6 de julio de 2024  | Cuartos de final         | Uruguay  | Bandera de Uruguay  | 0:0 (4:2 pen.) | Bandera de Brasil  | Brasil  | 43 827     |